# Magdalena Smoczyńska
Magdalena Maria Smoczyńska z domu Turowicz (ur. 25 kwietnia 1947 w Krakowie) – polska psycholingwistka i językoznawczyni, specjalistka w dziedzinie rozwoju językowego dzieci polskich, pracownik Instytutu Badań Edukacyjnych w Warszawie, profesor Uniwersytetu Jagiellońskiego i Uniwersytetu Marii Curie-Skłodowskiej w Lublinie.

## Życiorys

### Dzieciństwo i młodość
Jest wnuczką Zofii Kernowej i Janusza Gąsiorowskiego oraz córką Jerzego Turowicza i Anny Turowiczowej. Starsze siostry, Elżbieta i Joanna, urodziły się w czasie wojny (rodzice mieszkali wówczas w Goszycach, w majątku rodziny Zawiszów). Po zakończeniu wojny i konfiskacie majątku (1944) Turowiczowie wrócili do Krakowa. Magdalena urodziła się w 1947. Wzrastała w atmosferze dobroci, wrażliwości na poezję, tolerancji dla innych. W latach 1953–1956 Jerzy Turowicz był pozbawiony stałej pracy („Tygodnik Powszechny” został zawieszony). Rodzina utrzymywała się z jego dorywczych zajęć (prac redakcyjnych, tłumaczeń, odczytów w kościołach itp.) i korzystała ze wsparcia m.in. ks. Ferdynanda Machaya i ks. Karola Wojtyły. Po Październiku 1956 „Tygodnik Powszechny” wznowiono; Jerzy Turowicz był do śmierci jego redaktorem naczelnym (1999).
W książce Co zdążysz zrobić, to zostanie. Portret Jerzego Turowicza Anna Mateja przytoczyła m.in. wspomnienia prof. Anny Krasnowolskiej (córki Danuty i Jana Józefa Szczepańskich) o atmosferze mieszkania Turowiczów przy ul. Lenartowicza i zabawach ze starszą o dwa lata Magdaleną. O atmosferze mieszkania napisała np. „…dobrze pamiętam zapach tego miejsca – mieszankę zapachu starych gazet, książek, dymu papierosowego, kawy, do tego smrodek starej kanalizacji, zapachy z trochę zagrzybionej kuchni” – ten zapach i widok mieszkań zawalonych książkami przez lata przywoływał wspomnienia dzieciństwa i dawał poczucie bezpieczeństwa.
W czasach szkolnych Anna Krasnowolska i Magdalena Turowicz namiętnie czytały Gałczyńskiego i zajmowały się wydawaniem własnej gazetki. Wspólnie przygotowywały przedstawienie Teatrzyku Zielona Gęś – Anna Krasnowolska przyznaje, że nie była tak „zaawansowana technicznologicznie” jak Magdalena, która używała maszyn do szycia i pisania.
Magdalena Turowicz studiowała psychologię. Dla jej koleżanki z czasów studenckich, Marii Kosowskiej (zamężna de Barbaro, psychoterapeutka), niezapomniana jest chwila, gdy ujawniła Magdalenie swoje problemy mieszkaniowe. Reakcja przyjaciółki była natychmiastowa: „Przeprowadź się do mnie. Zamieszkasz w moim pokoju”. W tym czasie drugi z czterech pokoi mieszkania przy ul. Lenartowicza zajmował ksiądz Adam Boniecki (którego odwiedzali liczni studenci), w trzecim była sypialnia Turowiczów, a w czwartym – salon połączony z gabinetem.
Ukończyła studia magisterskie w dziedzinie psychologii na Uniwersytecie Jagiellońskim w 1970.

### Życiorys zawodowy
Po ukończeniu studiów została zatrudniona w Katedrze Językoznawstwa Ogólnego i Indoeuropejskiego na Wydziale Filologicznym UJ. Tam osiągnęła stanowisko docenta. Stopień doktor habilitowanej nauk humanistycznych w zakresie psychologii (specjalność: językoznawstwo ogólne i psycholingwistyka) otrzymała w 1987. W l. 1995–1996 stypendystka Programu Fulbrighta na University of California, Berkeley (USA). Po utworzeniu Wydziału Polonistyki UJ (wyłączenie z Wydziału Filologicznego w 2004) została kierowniczką Pracowni Badań nad Językiem Dziecka:
Była profesorem nadzwyczajnym w Instytucie Badań Edukacyjnych. W 2017 została profesorem na Wydziale Pedagogiki i Psychologii Uniwersytetu Marii Curie-Skłodowskiej w Lublinie.
Kierowała realizacją programu Specyficzne zaburzenie rozwoju językowego u dzieci polskich: Badania przesiewowe i I etap badań podłużnych (jednostka: Wydział Filologiczny UJ; Katedra Językoznawstwa Ogólnego i Indoeuropejskiego). Badania dotyczyły językowego rozwoju dzieci, które zaczynają mówić z opóźnieniem (ang. late talkers, problem wcześniej nie badany w odniesieniu do języka polskiego). Jest to grupa ryzyka specyficznego zaburzenia rozwoju językowego (ang. Specific language impairment, SLI; upośledzeniu ulega wyłącznie rozwój mowy). Do 2005 zrealizowano badania dotyczące grupy ok. 500 dzieci w wieku 1,5 i 2 lata (badania kwestionariuszowe rodziców) oraz dwóch grup dzieci w wieku 2,5 roku (opóźniony rozwój mowy i kontrolna grupa typowa). Badania obejmowały właściwe dla wieku próby językowe i testy inteligencji niewerbalnej. Zostały powtórzone po ukończeniu przez dzieci 3,5 lat. Zaplanowano kontynuację badań podłużnych w kolejnych latach (obserwacja rozwoju tych samych grup dzieci – badania w wieku 5–7 lat).

## Publikacje
Większość publikacji, zamieszczonych w katalogach PBN i WorldCat, zawiera wyniki prac zespołów międzyuczelnianych (współautorzy z IBE, UJ, UW i innych jednostek), np.:
- E. Haman, M. Kochańska, M.E. Łuniewska, M. Smoczyńska

Mowa dziecka i jak rodzice mogą wspierać jej rozwój?, książka popularnonaukowa (2014)
- J. Szewczyk, M. Smoczyńska, E. Haman, M.E. Łuniewska, M. Kochańska, J. Załupska

Test Powtarzania Pseudosłów TPP, podręcznik (2015), ISBN 978-83-65115-46-1.
- M. Smoczyńska, G. Krajewski, M.E. Łuniewska, E. Haman, K. Bulkowski, M. Kochańska

Inwentarze Rozwoju Mowy i Komunikacji (IRMIK). Słowa i gesty. Słowa i zdania, podręcznik (2015), ISBN 978-83-65115-49-2.
- red. M. Smoczyńska, Studia z psychologii rozwojowej i psycholingwistyki, tom poświęcony pamięci Marii Przetacznik-Gierowskiej, TAiWPN Universitas (1998), ISBN 83-7052-916-X.
- Mirosław Skarżyński, Magdalena Smoczyńska

Listy Jana Baudouina de do Henryka Ułaszyna z lat 1898–1929, ISBN 978-83-7188-053-7.
- E. Czaplewska, M. Kochańska, A. Maryniak, E. Haman, M. Smoczyńska

SLI – specyficzne zaburzenie językowe. Podstawowe informacje dla rodziców i nauczycieli, książka popularnonaukowa (2014)
- M. Smoczyńska, E. Haman, A. Maryniak, E. Czaplewska, G. Krajewski, N.E. Banasik, M. Kochańska, M.E. Łuniewska, M. Morstin

Test Rozwoju Językowego TRJ, podręcznik, monografia naukowa (2015) ISBN 978-83-65115-44-7.
Najliczniejsze zespoły badawcze uczestniczyły w opracowywaniu badań o zasięgu międzynarodowym (University of Warsaw, Bar Ilan University, Educational Reseach Institute, Aalborg University, Zentrum für Allgemeine Sprachwissenschaft, University College Cork, University of Groningen, Vytautas Magnus University, Universitat Autònoma de Barcelona, University of Cambridge, University of Oulu, Frederick University, University of Tartu, Harvard University), np. publikowanych w czasopiśmie Language Acquisition, np.:
- A Large Scale Investigation of the Acquisition of Passive, 2015
- A Cross-Linguistic Study of the Acquisition of Clitic and Pronoun Production[16], 2015 (wcześniej The Crosslinguistic Study of Language Acquisition 1985[17])

Zagadnienia rozwoju mowy (w tym szczególnie problemy SLI) Magdalena Smoczyńska intensywnie popularyzuje również w czasie konferencji naukowych oraz poprzez teksty w wydawnictwach popularnych, adresowane do rodziców i nauczycieli, np.:
- Wykład Magdaleny Smoczyńskiej nt. Relacje opóźnionego rozwoju mowy, specyficznego zaburzenia językowego i dysleksji w świetle polskich badań podłużnych na konferencji Nowe trendy w diagnozie specyficznych zaburzeń uczenia się: Dysleksja i zaburzenie językowe SLI (Warszawa 2014)[13]
- SLI – specyficzne zaburzenie językowe. Podstawowe informacje dla rodziców i nauczycieli (broszura 2014)[18]
- Droga do słowa (Niezbędnik Inteligenta)[19], Tajemnice dziecięcej mowy (Gazeta Wyborcza 2005)[20]
- Specyficzne zaburzenia językowe. Dlaczego dziecko słabo mówi? Agnieszka Pochrzęst-Motyczyńska (Gazeta Wyborcza 2015)[21]

Jest autorytetem w środowisku zawodowym, o czym świadczą m.in. cytowania w publikacjach (np. w książce Anny Seretny Kompetencja leksykalna uczących się języka polskiego jako obcego w świetle badań ilościowych).

## Życie prywatne
Magdalena Turowicz wyszła za mąż za Wojciecha Smoczyńskiego (ślub ok. 1970). Ich dziećmi są Michał i Maciej (bliźniacy ur. 1971) oraz Wawrzyniec Smoczyński (ur. 1976). W wywiadzie z 2019 przyznała się do odejścia z Kościoła katolickiego.